# Медоносне пчеле
Медоносна пчела је сваки члан рода Apis (срп. пчела), који се прије свега одликује производњом и складиштењем меда, као и изгрдњом вишегодишњих, колонијалних гнијезда од воска. Медоносне пчеле су једини припадници племена Apini у цијелом роду Apis. Тренутно, признато је само 7 врста и 44 подврсте, иако је историјски било признато од шест до једанаест врста. Медоносне пчеле представљају само мали дио од око 20.000 познатих врста пчела. Постоје и неке друге врсте сродне пчелама које производе и складиште мед, али су само припадници рода Apis праве медоносне пчеле. Мелитологија је научна дисциплина која се бави проучавањем пчела, укључујући и медоносне пчеле.

## Поријекло, систематика и распрострањеност
Поријекло медоносних пчела је изгледа из јужне и југоисточне Азије (укључујући и Филипине), као што су и све признате врсте, изузев Apis mellifera, поријеклом из тог региона. Наиме, живи представници првих родова који се разилате (Apis florea и Apis andreniformis) имају поријекло одатле.

## Најзаступљеније врсте
| Врста            | Порекло          | Мед | Восак | Полен | Прополис | Матична млеч | Пчелињи отров |
| Apis mellifera   | Европа, Африка   | xx  | xx    | xx    | xx       | xx           | xx            |
| Apis cerana      | Азија            | xx  | xx    | x     | x        | x            | x             |
| Apis dorsata     | Азија            | xx  | xx    | x     | x        | x            | x             |
| Apis florea      | Азија            | xx  | xx    | x     | x        | x            | x             |
| Apis meliponinae | тропска подручја | xx  | xx    | x     | x        |              |               |

- x = сакупљено и произведено од стране пчеле
- xx = производи за комерцијално тржиште